# Lago Rosario (Chubut)
Lago Rosario es una localidad argentina del departamento Futaleufú, en la provincia del Chubut.

## Historia
Lago Rosario es el nombre que le dio Luis Jorge Fontana, primer gobernador del territorio de Chubut en 1885, durante la exploración de los Rifleros del Chubut. Su nombre proviene del cercano Lago Rosario.
El 30 de abril de 1902 los pobladores de la Colonia 16 de Octubre, mayoritariamente galeses, participaron en un plebiscito en el cual los gobiernos de Argentina y Chile resolvieron un conflicto de límites que se mantenía en la región.
Los primeros pobladores fueron las familias Cheuquehuala y Millahuala. En 1937 Los hermanos Amaya causan el desalojo de la Reserva Aborigen de Nahuelpan (G. Devera: 1999. Memoria del Humo, Trevelin: Dirección Municipal de Cultura), unos 30 km al norte de Lago Rosario, donde más de 300 personas son desterrados de ese lugar, que se les había sido concedido en 1908. Este suceso lleva a que varias de estas familias desalojadas, a migrar a Lago Rosario. 

## Población
Contó con 87 habitantes (Indec, 2010), lo que representó un marcado descenso del 81% frente a los 456 habitantes (Indec, 2001) del censo anterior.
El censo 2022 registró una población de 127 habitantes que se repartieron entre 64 hombres y 63 mujeres. Sin embargo, las cifras obtenidas fueron estimativas solo teniendo en cuenta a la población en viviendas particulares; es decir, excluyendo del dato a la población institucional y las personas sin hogar. Gracias a este censo también fue posible conocer su densidad y tamaño urbano.
| Gráfica de evolución demográfica de Lago Rosario entre 1991 y 2022 |
|                                                                    |
| Fuente: Censos nacionales del INDEC                                |